# Phasmophobia
Phasmophobia je hororová hra o přežití vyvinutá a publikovaná společností Kinetic Games. Hra byla vydána 18. září 2020 a následně zaznamenala velký příliv popularity kvůli mnoha známým Twitch streamerům a YouTuberům, kteří ji hráli hlavně v období Halloweenu. Ke dni 15. října 2020 byla tato hra šestou nejpopulárnější hrou na Twitchi.

## Hratelnost
Hru může hrát 1 až 4 lidé v rolích lovců duchů, kteří mají smlouvu na jednání s duchy obývajícími různá opuštěná zařízení, včetně domů, škol, věznice, kempů a psychiatrické léčebny. Hra obsahuje 21 druhů duchů, z nichž každý se chová odlišně. Aby hráči zjistili, jaký typ ducha se v budově nachází, musí o něm shromáždit důkazy. Konečným cílem hry je získat o něm dostatek informací, přičemž na konci každé mise dostanou hráči zaplaceno. Komunikace probíhá prostřednictvím hlasového chatu, který sám duch také slyší a reaguje na něj. Hráči k plnění svých úkolů používají různé vybavení, například baterky, teploměry, či kamery. Tyto nástroje využívají ke komunikaci, vyšetřování, shromažďování stop apod.

### Mapy
Na výběr je ze 12 map. Každá mapa má svůj počet místností a pater, kde duch může mít svou oblíbenou místnost. Mapy se postupně odemknou po dosažení dostatečného levelu. Mapy se rozdělují na 3 druhy: Malé, střední a velké. V závislosti na velikosti mapy pak hráč na konci každé mise dostane, při správném uhádnutí ducha a sebrání kosti, peníze a levely.

#### Malé mapy
Správná identifikace ducha na malé mapě dává 10$ a sebrání kosti dává také 10$.
Mezi malé mapy patří:
- 6 Tanglewood Drive
- 10 Ridgeview Court
- 13 Willow Street
- 42 Edgefield Road
- Bleasdale Farmhouse
- Camp Woodwind
- Grafton Farmhouse
- Sunny Meadows Mental Institution ( Restricted )[3]

#### Střední mapy
Správná identifikace ducha na střední mapě dává 35$ a po sebrání kosti dostanete 20$.
Mezi střední mapy patří:
- Brownstone High School
- Maple Lodge Campsite
- Prison[3]

#### Velké mapy
Velké mapy dávají nejvíce jak za správnou identifikaci ducha, za kterou dostanete 50$, tak za sebrání kosti, což vám dá 30$.
Mezi velké mapy patří:
- Sunny Meadows Mental Institution[3]

### Duchové
Ke dni 16.6.2023 můžeme ve Phasmophobii najít 24 typů duchů. Každý z nich se vyznačuje určitou rychlostí, schopnostmi a procentem psychiky, při níž může začít lov. Duchy lze poznat také podle jejich tajných schopností, které však v deníku nejsou poznamenané.